# Jeff MacNelly
Jeff MacNelly, född 17 september 1947 i New York, död 8 juni 2000, var en amerikansk serieskapare. Han är känd för sin satiriska dagspresserie J.P. Krax (Shoe i original), som han skapade 1977 och tecknade fram till sin död.
MacNelly tilldelades Pulitzerpriset 1972, 1978 och 1985 i kategorin editorial cartooning. Han fick också två Reuben Award som årets serietecknare, 1978 och 1979.